# Agnes Hoffmann
Agnes Hoffmann (* 5. März 1860 in Krotoschin; † 3. April 1913 in Potsdam) war eine deutsche Lehrerin und Schriftstellerin.

## Leben
Agnes Hoffmann war die Tochter eines Obersten, der 1870 verstarb. Ihre Mutter zog 1871 mit ihr und ihren Geschwistern nach Potsdam. Hier machte sie die Ausbildung zur Lehrerin und unterrichtete seither als Privatlehrerin. Als Schriftstellerin war sie mit überwiegend illustrierten Kinder- und Jungmädchenbüchern erfolgreich.

## Werke
- Das rote Haus. Erzählung für Kinder von 8–12 Jahren. Weise, Stuttgart  1891
- Das Glückskind. Erzählung für Kinder von 10–12 Jahren. Weise, Stuttgart 1892.
- Ruth. Erzählung für erwachsene Töchter. Weise, Stuttgart 1893.
- Lottes Tagebuch. Erzählung für Mädchen von 12–14 Jahren. Weise, Stuttgart 1894.
- Wilde Rose. Erzählung für junge Mädchen. Weise, Stuttgart 1895.(Digitalisat)
- Elses erste Reise. Eine einfache Geschichte für junge Mädchen. Weise, Stuttgart 1896.
- Illustriertes Novellenbuch für junge Mädchen. Mit Illustrationen von Richard Gutschmidt. Weise, Stuttgart 1896 (Auch 1899 unter dem Titel Fee und Anderes : Erzählungen für junge Mädchen erschienen. Enthält Fee, Nur die Mieze, Eine Familienzusammenkunft, Ein Wäschetag, In Vertretung, Liebeskraft, Mein erster Ausflug, Ostern, Der Trotzkopf.)
- Tannhausen. Erzählung für Kinder von 8–10 Jahren. Weise, Stuttgart 1897.
- Marienthal. Erzählung für junge Mädchen. Mit Illustrationen von Walter Zweigle. Weise, Stuttgart 1898.
- Das Stiftskind. Erzählung für junge Mädchen. Mit Illustrationen von Richard Gutschmidt. Weise, Stuttgart 1899.
- Unser Traudchen. Erzählung für junge Mädchen. Weise, Stuttgart 1900.
- Postliesel. Erzählung für junge Mädchen. Mit Illustrationen von Max Flashar. Weise, Stuttgart 1902.
- Das Glückskind. Erzählung für Kinder von 10–12 Jahren. Weise, Stuttgart 1902.
- „Zu jung“. Erzählung für junge Mädchen. Weise, Stuttgart 1902.
- Heimchen. Erzählung für Mädchen von 8–10 Jahren. Mit Illustrationen von Wilhelm Claudius. Weise, Stuttgart 1903.
- Heideblümchen. Eine Erzählung für Kinder von acht bis zwölf Jahren. Mit Illustrationen von Fritz Bergen. Levy & Müller, Stuttgart 1904.
- Das Finkenhaus. Erzählung für junge Mädchen. Mit Illustrationen von Oskar Herrfurth. Weise, Stuttgart 1904.
- Die Allerwelts-Gretel. Drei Erzählungen für Kinder von 8–12 Jahren. Weise, Stuttgart 1905
- Änne und ihre Brüder. Erzählung für Mädchen. Weise, Stuttgart 1905.
- Binchen und Finchen. Zwei fröhliche Kindergeschichten. Mit Illustrationen von Fritz Bergen. Levy & Müller, Stuttgart 1905.
- Doktors Evchen. Die wilde Fränzel. Zwei Erzählungen für Kinder von 8–12 Jahren. Weise, Stuttgart 1907.
- Rosenmütterchens Jugendzeit. Erzählung für junge Mädchen. Mit Illustrationen von Carl Schmauck. Levy & Müller, Stuttgart 1908.
- Resi Reinwald. Eine Erzählung für junge Mädchen. Mit Illustrationen von Richard Scholz. Weise, Stuttgart 1908.
- Das letzte Jahr im Elternhaus. Erzählung für Kinder von 8–10 Jahren. Mit Illustrationen von Carl Breuer-Courth. Weise, Stuttgart 1910.
- Prinzesschen vom Lindenhof. Eine Erzählung für junge Mädchen. Mit Illustrationen von Fritz Bergen. Levy & Müller, Stuttgart 1912.
- Rosenmütterchen. Eine Erzählung für junge Mädchen. Levy & Müller, Stuttgart 1912.
- Allerliebste Geschichten für Knaben und Mädchen. Levy & Müller, Stuttgart 1914.
- Aus der Vogelschau des Lebens. Ein paar lehrreiche und unterhaltsame Sonntagsblatt-Geschichtlein. Verlag des Katholischen Sonntagsblattes, Breslau 1927.